# ديفيد هان
ديفيد تشارلز هان (بالإنجليزية: David Charles Hahn)‏ (ولد في 30 أكتوبر 1976، وتوفي في 27 سبتمبر 2016) هو شاب أمريكي عندما بلغ سنة السابعة عشر في عام 1994 حاول بناء مفاعل نووي في فناء منزل والدته. كان هان عضواً في الكشافة الأمريكية، وأجرى تجاربه بسرية في فناء منزل والدته في بلدة كوميرك. لفت هان انتباه الشرطة بعدما أوقفته وعثرت على مواد إشعاعية في سيارته.

## وفاته
توفي هان يوم الثلاثاء 27 سبتمبر 2016 عن عمر ناهز 39 عاماً، وقد أكد والده أن سبب الوفاة هو التسمم الكحولي.